# STS-38
STS-38 (englisch Space Transportation System) ist eine Missionsbezeichnung für das US-amerikanische Space Shuttle Atlantis (OV-104) der NASA. Der Start erfolgte am 15. November 1990. Es war die 37. Space-Shuttle-Mission und der siebte Flug der Raumfähre Atlantis.

## Mannschaft
- Richard Covey (3. Raumflug), Kommandant
- Frank Culbertson (1. Raumflug), Pilot
- Robert Springer (2. Raumflug), Missionsspezialist
- Carl Meade (1. Raumflug), Missionsspezialist
- Charles Gemar (1. Raumflug), Missionsspezialist

## Missionsüberblick
STS-38 war eine Mission des Verteidigungsministeriums der USA. Die Nutzlast unterlag daher der Geheimhaltung.
Laut Aviation Week, setzte STS-38 einen geheimen Magnum-ELINT-Spionagesatelliten (ELectronic INTelligence) in geosynchronem Orbit aus. Identische Satelliten wurden demnach auch  durch STS-51-C und STS-33 gestartet. Der Satellit wurde zur Überwachung des Golfkrieges 1990 eingesetzt.
Gemäß Aviation Week befand sich das Shuttle anfänglich in einem 204x519 km Orbit mit einem Neigungswinkel von 28,45° zum Äquator. Durch drei Brennschübe aus dem Haupttriebwerk während der ersten vier Erdumkreisungen wurde der Orbit angepasst. Dadurch wurde eine kreisförmige Umlaufbahn eingeschlagen.
Der Satellit wurde während der siebten Erdumkreisung ausgesetzt, mittels der Inertial Upper Stage  brachte er sich während des achten Erdumlaufes selber in den geplanten geosynchronen Orbit. Offiziell wurde von der US Air Force nur bekannt gegeben, dass die Nutzlast erfolgreich ausgesetzt und im Orbit stationiert wurde.
15. November 1990, 18:48:13 EST. Der Start war ursprünglich für Juli 1990 geplant gewesen. Aufgrund eines Wasserstofflecks, das am Shuttle Columbia während des Countdowns zu STS-35 gefunden worden war, wurden am 29. Juni sowie am 13. und 25. Juli Auftanktests an der Atlantis vorgenommen. Dabei bestätigte sich die Existenz des Lecks. Das Problem konnte nicht vor Ort behoben werden, so wurde die Atlantis am 9. August zurück zur Konstruktionshalle gebracht. Da gleichzeitig die Columbia (Mission STS-35) zur Startrampe transportiert wurde, musste die Atlantis ungefähr einen Tag ungeschützt im Freien verbringen. Sie erlitt dabei leichte Schäden während eines Gewitters.
Nach der Reparatur wurde das Shuttle wieder für den Start vorbereitet. Dabei wurden durch einen Fehler während der Arbeiten abermals kleinere Schäden verursacht, die vor Ort repariert werden konnten. Am 12. Oktober rollte die Atlantis zur Startrampe 39A. Vierzig Kurztests am Tank wurden am 24. Oktober durchgeführt, dabei konnte kein größeres Leck mehr entdeckt werden. Der Start wurde daher für 9. November festgelegt. Aufgrund von Problemen mit der Nutzlast wurde der Termin auf den 15. November verschoben. Der Start konnte im geplanten Zeitfenster (18:30 bis 22:30) durchgeführt werden. Das Gesamtgewicht beim Start blieb geheim.
Am 20. November 1990, 16:42:42 EST landete die Atlantis auf Landebahn 33 im Kennedy Space Center in Florida. Der Auslaufweg betrug 2753 Meter, die Auslaufzeit 57 Sekunden. Die Mission war aufgrund schlechter Wetterbedingungen (Seitenwind) am ursprünglich geplanten Landeplatz Edwards Air Force Base, Kalifornien um einen Tag verlängert worden. Anhaltend schlechte Bedingungen führten zu einer Verlegung der Landung nach Florida. Es war dies die erste Landung der Atlantis am Kennedy Space Center, außerdem die erste Landung eines Shuttles dort seit 1985. Das Landegewicht betrug 86,7 t.